# John Beresford (7e marquis de Waterford)
Pour les articles homonymes, voir John Beresford et Beresford.
John Charles de la Poer Beresford, 7e marquis de Waterford (6 janvier 1901 - 25 septembre 1934), est un pair irlandais.

## Biographie
John Beresford est le fils de Henry Beresford (6e marquis de Waterford), et de Lady Beatrix Frances Petty-FitzMaurice. Il sert comme sous-lieutenant dans le Royal Regiment of Horse Guards mais est décédé à 33 ans dans un accident de tir dans la salle des armes à feu du siège familial, Curraghmore, dans le Comté de Waterford.

## Famille
Lord Waterford épouse Juliet Mary Lindsay, fille du major David Balcarres Lindsay et de Grace Maud Miller, le 14 octobre 1930. Ils ont deux enfants :
- John Hubert de la Poer Beresford, qui devient 8e marquis de Waterford (14 juillet 1933 - 12 février 2015) ;
- Patrick Tristam de la Poer Beresford (16 juin 1934 - 18 mars 2020)[3].